# Soumont-Saint-Quentin
Soumont-Saint-Quentin là một xã ở tỉnh Calvados, thuộc vùng Normandie ở tây bắc nước Pháp.

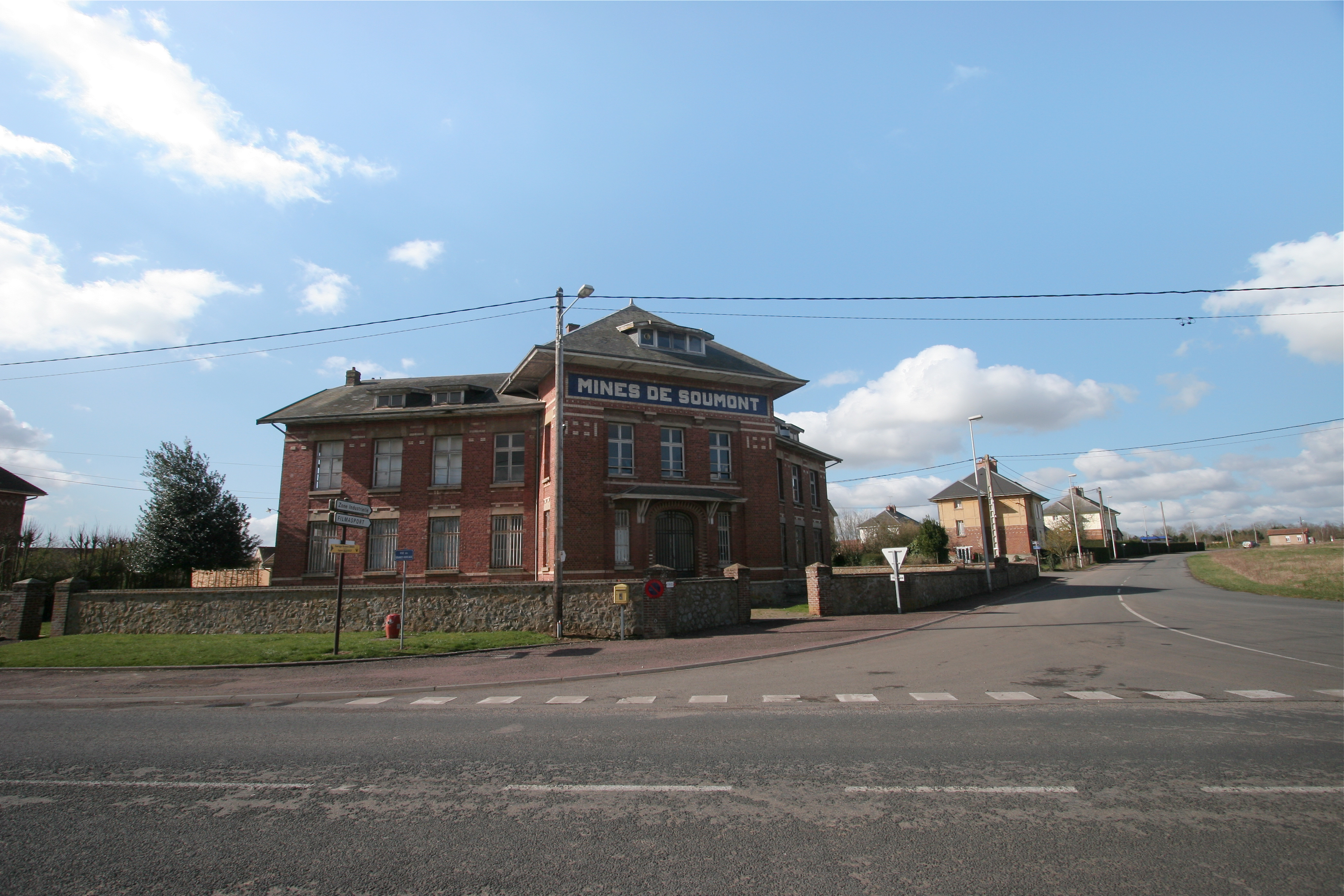
Bureau des mines de Soumont

## Dân số
| Năm | 1962 | 1968 | 1975 | 1982 | 1990 | 1999 |
| --- | ---- | ---- | ---- | ---- | ---- | ---- |
| Dân số | 485  | 593  | 579  | 561  | 530  | 480  |
| From the year 1962 on: No double counting—residents of multiple communes (e.g. students and military personnel) are counted only once. |      |      |      |      |      |      |